# Gevaluxe

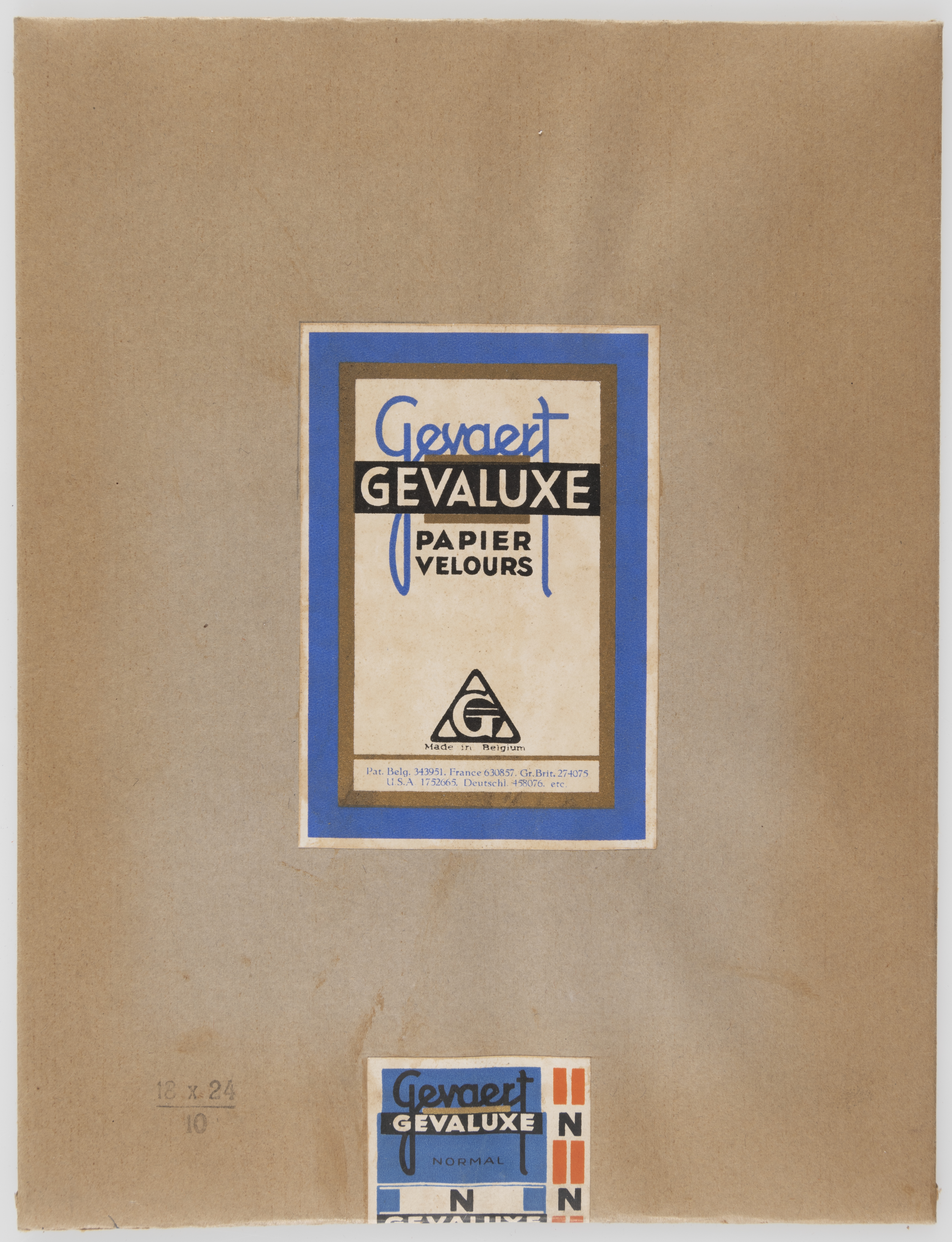
Verpakking fotopapier Gevaluxe Velours, geproduceerd door Agfa-Gevaert, collectie FOMU Fotomuseum Antwerpen, F 71 294 r

Gevaluxe is een soort fotopapier dat ontwikkeld werd door Gevaert. Gevaluxe is een zilverbromide-papier. Door de hoge kostprijs en de specifieke behandeling tijdens de ontwikkeling, werd dit papier voornamelijk door beroepsfotografen gebruikt. Aangeprezen als de Stradivarius der fotopapieren droeg dit, ondanks het uitblijven van commercieel success, toch sterk bij aan de prestige van Gevaert. Het Gevaluxe fotopapier was op de markt tot de jaren 1950.

## Ontstaan
Op 7 juli 1926 deponeerden A.H. Meursing en E.J. Gratama in Duitsland het patent DRP 458.076 met volgende omschrijving:
‘Herstellung eines lichtempfindlichen Papiers, dadurch gekennzeichnet, dass als Traeger des lichtempfindlichen Stoffes Papier mit einer velourartigen Schicht verwandt wird.’ 
Na enkele aanpassingen, werd het patent bevestigd op 15 maart 1928. In 1929 verkochten Meursing en Gratama samen met I. Alexandroff, de eigenlijke uitvinder, het patent aan Gevaert. Hierbij maakten ze onder andere afspraken over het te verkopen volume. Na enkele jaren van testen, werd het Gevaluxe fotopapier vanaf 1933 vlot geleverd, om vervolgens in de loop van de jaren 1950 van de markt te verdwijnen.

## Eigenschappen
Gevaluxe is een zilverbromide-papier dat zich van andere bromidepapieren onderscheidt door een oppervlaktestructuur van dicht naast elkaar liggende kleine vezels. De emulsie van het papier zelf bevat eigenschappen die er voor zorgen dat beelden met een mooie gradatie verkregen worden, met in de donkere schaduwen het diepe zwart dat zwart fluweel typeert – vandaar ook de subnaam “Velours”. Die diepzwarte schaduwen zien we ook bevestigd door vakfotografen.
Daar waar bij gewoon fotopapier de storende lichtreflecties (typerend bij glanspapier), en de diffuse lichtwaas bij mat papier zorgen voor vermindering van de intensiteit van de zwarting, zorgde Gevaluxe voor de afwezigheid van deze storende terugkaatsingen.

## Gebruik
Door de hoge kostprijs, makkelijk het dubbele van gewone bromide , de geringe houdbaarheid en de techniciteit in ontwikkeling, was dit papier op de professionele fotograaf gericht. Tijdens de ontwikkeling was het respecteren van de korte belichting (1 min 45 sec) erg belangrijk. Dit niet toepassen, zou immers leiden tot veel grijs in de schaduwen, daar waar die eigenlijk diepzwart moesten zijn.
Gebruik van een andere receptuur dan de door Gevaert voorgeschreven, zou niet tot een kwalitatief resultaat leiden. Ook de temperatuur (tussen 16-18 graden C), en het vermijden van luchtbellen tussen de vezels, zorgden voor extra complexiteit. De beste resultaten werden verkregen met onderwerpen die naast grote diepte-schaduwmassa’s ook hoge lichten vertonen. Het fotopapier was dan ook erg geschikt voor portret- en evenementfotografie, en bij voorkeur op grotere formaten vanaf 24x30.